# پیا رای چوداری
پیا رای چوداری (به انگلیسی: Peeya Rai Chowdhary) بازیگر هندی است.
از کارهای معروف او می‌توان به بازی در فیلم علم معماری اشاره کرد.